# Villers-Farlay
 Villers-Farlay  es una población y comuna francesa, situada en la región del Franco Condado, departamento de Jura, en el distrito de Lons-le-Saunier. Es el chef-lieu del cantón de Villers-Farlay.

## Demografía
| 411 | 419 | 386 | 386 | 402 | 426 |
| Para los censos de 1962 a 1999 la población legal corresponde a la población sin duplicidades (Fuente: INSEE [Consultar]) |     |     |     |     |     |